# Gottfried Brakemeier
Gottfried Brakemeier (Cachoeira do Sul, 4 de janeiro de 1937) é um teólogo luterano teuto-brasileiro, professor da Escola Superior de Teologia de São Leopoldo, ex-presidente do Conselho Nacional de Igrejas e da Federação Luterana Mundial.

## Vida
Brakemeier estudou teologia protestante entre 1955-1962 no Brasil e Gotinga.
Depois de formado, voltou ao Brasil e tornou-se um pastor em São Leopoldo, Rio Grande do Sul. Em 1966 ele foi novamente para Gotinga e recebeu seu doutorado em Teologia Protestante. Na sequência, viveu novamente em São Leopoldo, no comando de sua igreja e entre 1968 e 1985 foi professor do Novo Testamento na Escola Superior de Teologia de São Leopoldo. Em 1995 foi professor de Teologia Sistemática e por sua vez de ecumenismo em São Leopoldo, trabalhando até 2003 antes de se aposentar.
De 1985 a 1994 Brakemeier foi presidente da Igreja Evangélica de Confissão Luterana no Brasil e de  1990 a 1997, foi presidente da Federação Luterana Mundial, entidade que possui 143 igrejas-membro e cerca de 70,5 milhões de cristãos luteranos em 79 países.
Brakemeier é editor no Brasil, dos sermões em português Göttingen, na Internet (GPI).

## Prêmios e títulos
2006: Doutor Honoris Causa na Escola Superior de Teologia (EST) em São Leopoldo.

## Publicações
- A primeira Carta do Apóstolo Paulo à Comunidade de Corinto. Um comentário exegético-teológico. 1. ed. São Leopoldo: Sinodal, 2008. v. 1. 229p .
- Por que ser cristão? Dez boas razões para crer em Jesus Cristo, crer na ressurreição, viver em comunidade, ler a Bíblia, amar o próximo. 1. ed. São Leopoldo/RS: Sinodal, 2004. v. 1. 106p .
- Zehn Gebote für eine missionarische Kirche. Überlegungen und Anstösse. 1. ed. Neuendettelsau/Alemanha: Martin-Luther-Verein in Bayern, 2004. v. 1. 40p
- Preservando a unidade do espírito no vínculo da paz - um curso de ecumenismo. São Paulo/SP: ASTE, 2004. v. 1. 130p .
- Dez mandamentos para Igreja Missionária : Imperativos práticos para a reflexão na IECLB.. Blumenau/SC: Editora Otto Kuhr, 2001. v. 1. 40p .
- O ser humano à procura de identidade - contribuições teológicas à antropologia.. 1. ed. São Leopoldo - São Paulo: Sinodal - Paulus, 2001. v. 1. 170p
- O ser humano à procura de identidade : contribuições à antropologia teológica.. São Leopoldo e São Paulo: Sinodal e Paulus, 2001. 239p .
- Tesouro em vasos de barro - Prédicas. 1. ed. Blumenau: Otto Kuhr, 1999. v. 1. 138p .
- Por Paz e Justiça.. São Leopoldo/RS: Editora Otto Kuhr, 1997. 93p .
- O Reino de Deus e A Esperança Apocalíptica. São Leopoldo/RS: Sinodal, 1994. 152p .
- O "Socialismo" da Primeira Cristandade - Uma Experiência e Um Desafio para Hoje. (Tradução Para Alemão Em 1988). São Leopoldo/RS: Sinodal, 1985. 59p